# Пуйя чилийская
Пу́йя чили́йская (лат. Pūya chilēnsis) — растение, вид рода Пуйя (Puya) трибы Пуйевые (Puyeae) подсемейства Питкерниевые (Pitcairnioideae) семейства Бромелиевые (Bromeliaceae). Эндемик Чили. Местное чилийское название — чагуаль. В честь этого растения назван ботанический сад в Сантьяго.

## Общие сведения
Пуйя чилийская — вечнозелёное ксерофитное многолетнее растение, которое достигает высоты нескольких метров и до 10 см в диаметре. Образует розетки листьев, иногда простые, а большей частью разветвлённые в виде канделябров. Листья грубые, жёсткие, с параллельным жилкованием, с острым кончиком; имеют длину от 0,8 до 1 м и ширину около 5 см. Листья снабжены крючковатым шипами длиной около 1 см. Нижняя поверхность листьев чешуйчатая. Шипы направлены вниз в верхней части растения и вверх — в нижней части. Шипы очень острые и крепкие, даже у молодых растений.
Цветонос до 1,5 м высотой, разветвлённый, ржавоопушённый. В соцветии 15—25 цветков, цветки до 5 см в диаметре. У цветка три зеленоватых чашелистика до 3,5 см длиной с закруглённым кончиком, три зеленоватых лепестка длиной до 7—8 см и шириной 4—5 см и ещё один спиралевидный лепесток. Шесть тычинок имеют ярко-оранжевые пыльники. Цветки в верхней части соцветия стерильные. Цветки выделяют много нектара, опыляются колибри и птицами. Растёт медленно, первый раз зацветает через 10—20 лет.
При очень высоких температурах окружающей среды изредка наблюдалось явление самовозгорания (не изучено).

## Галерея фотографий

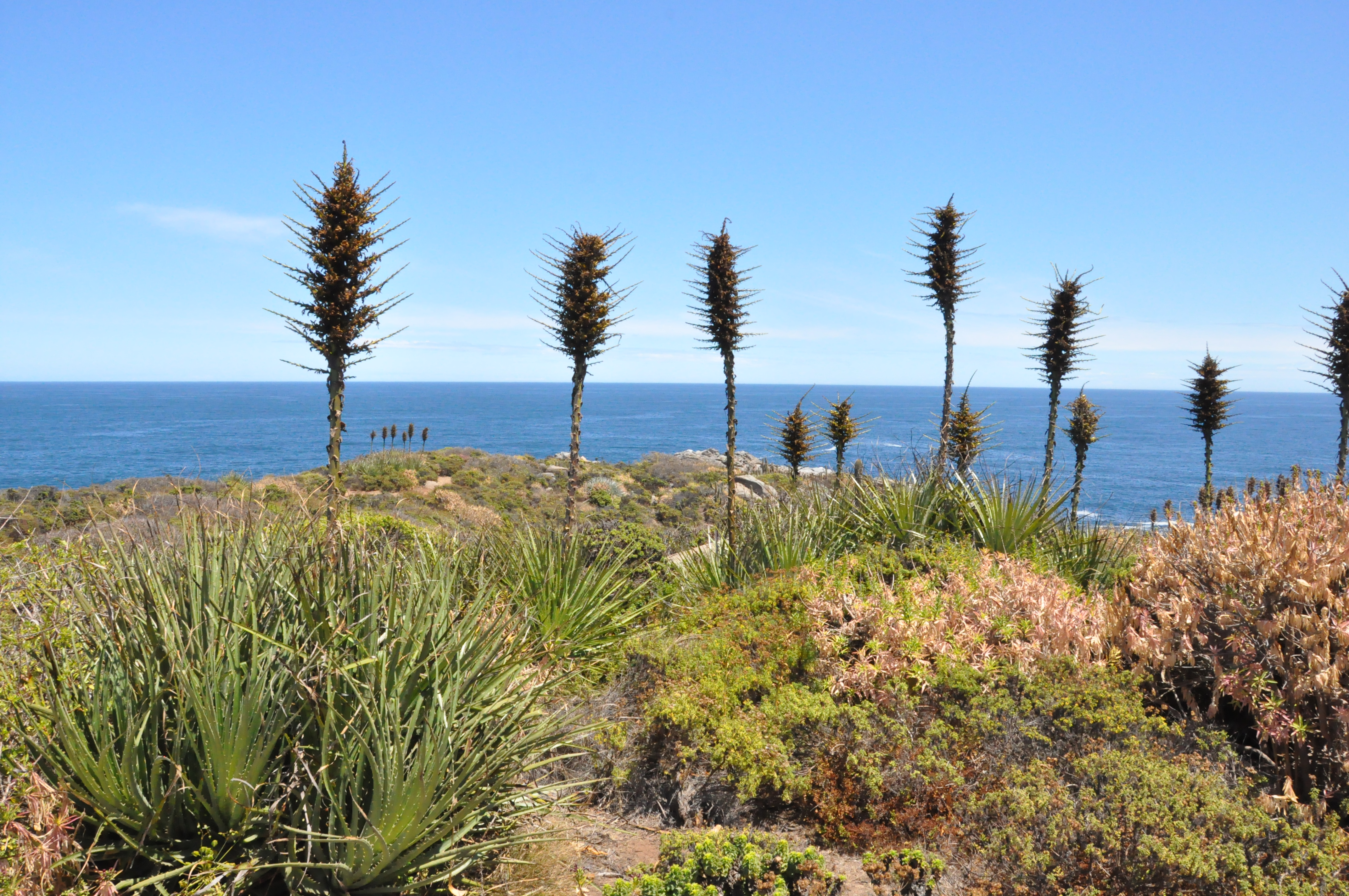
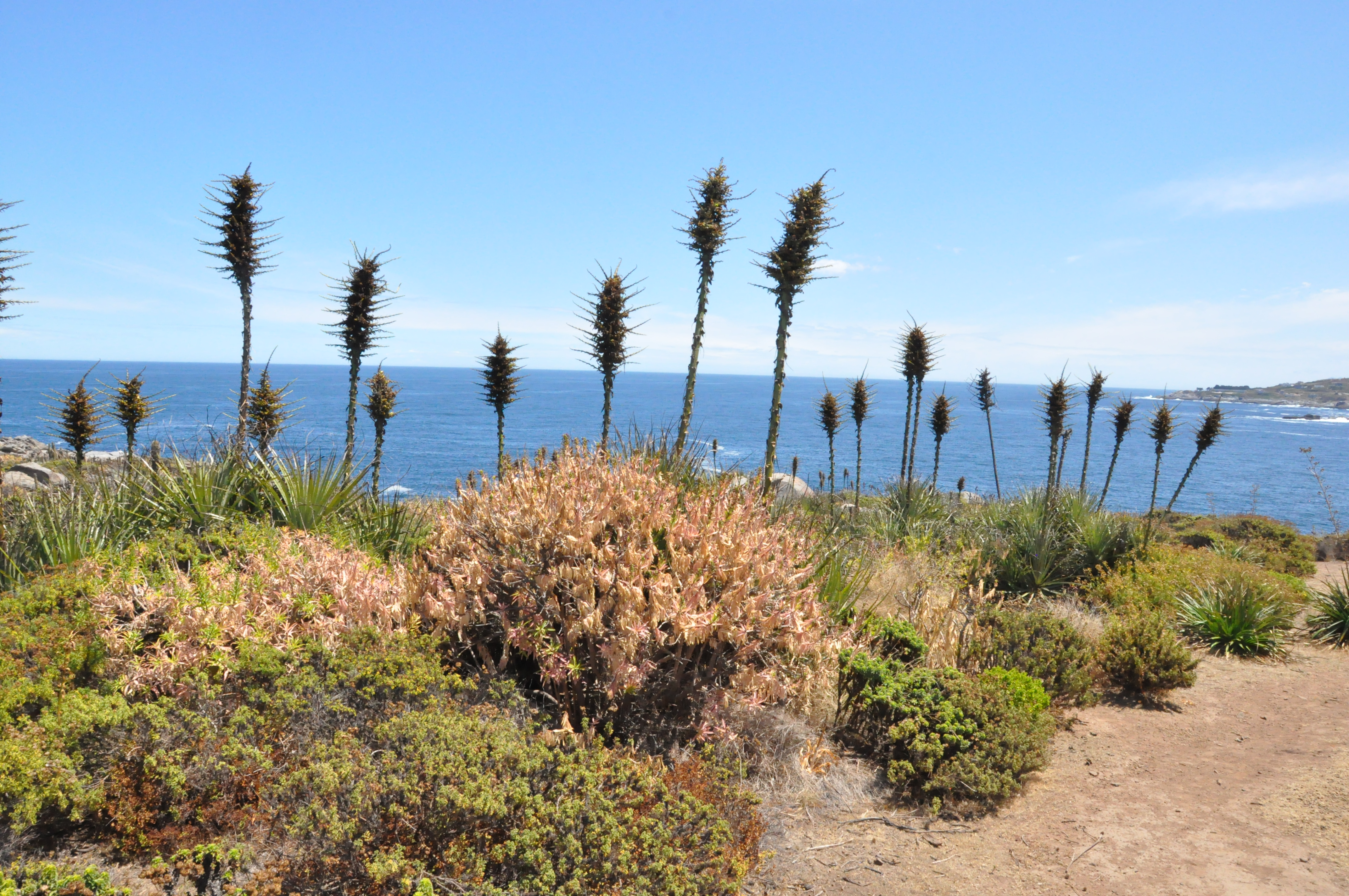
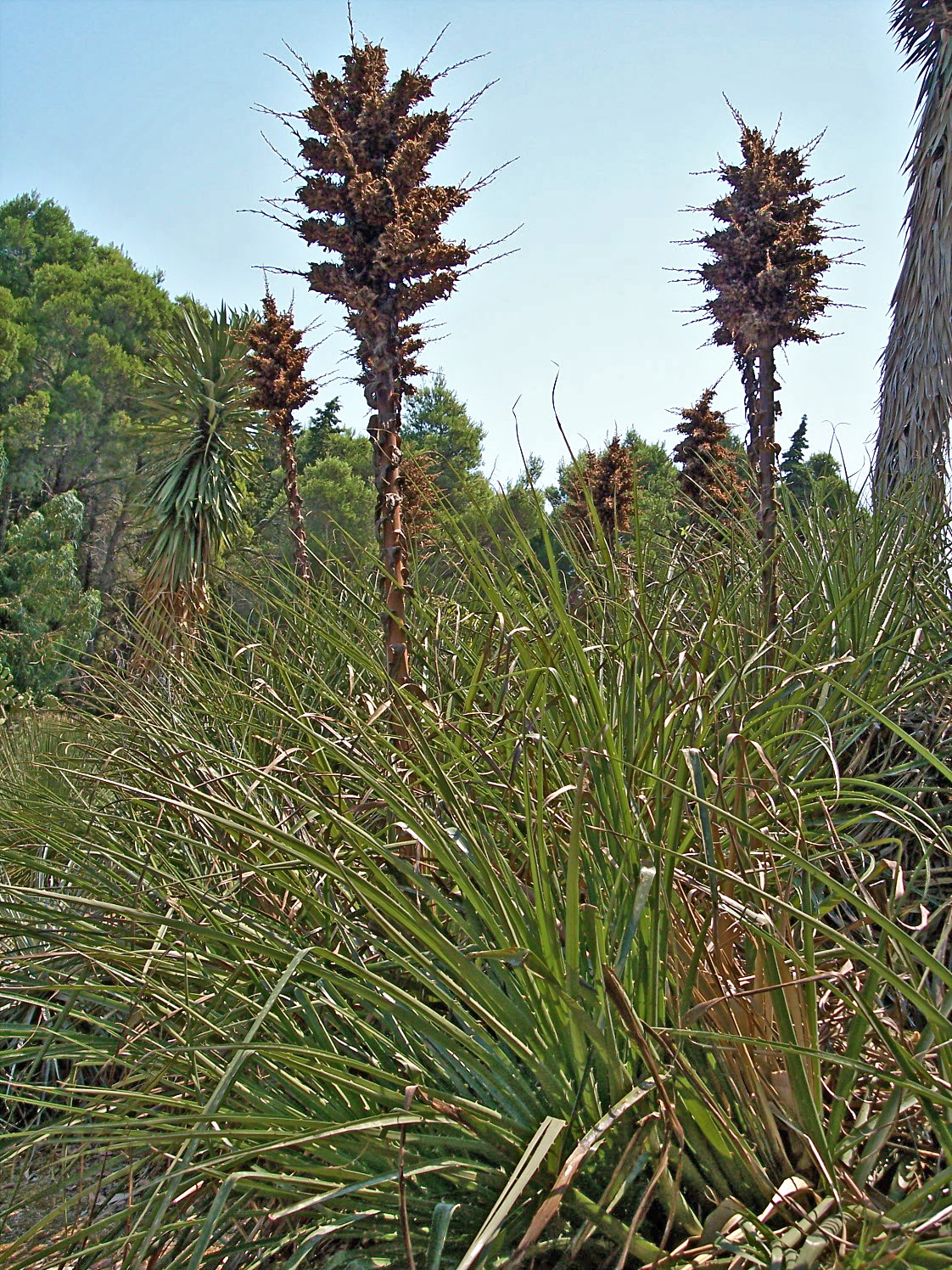
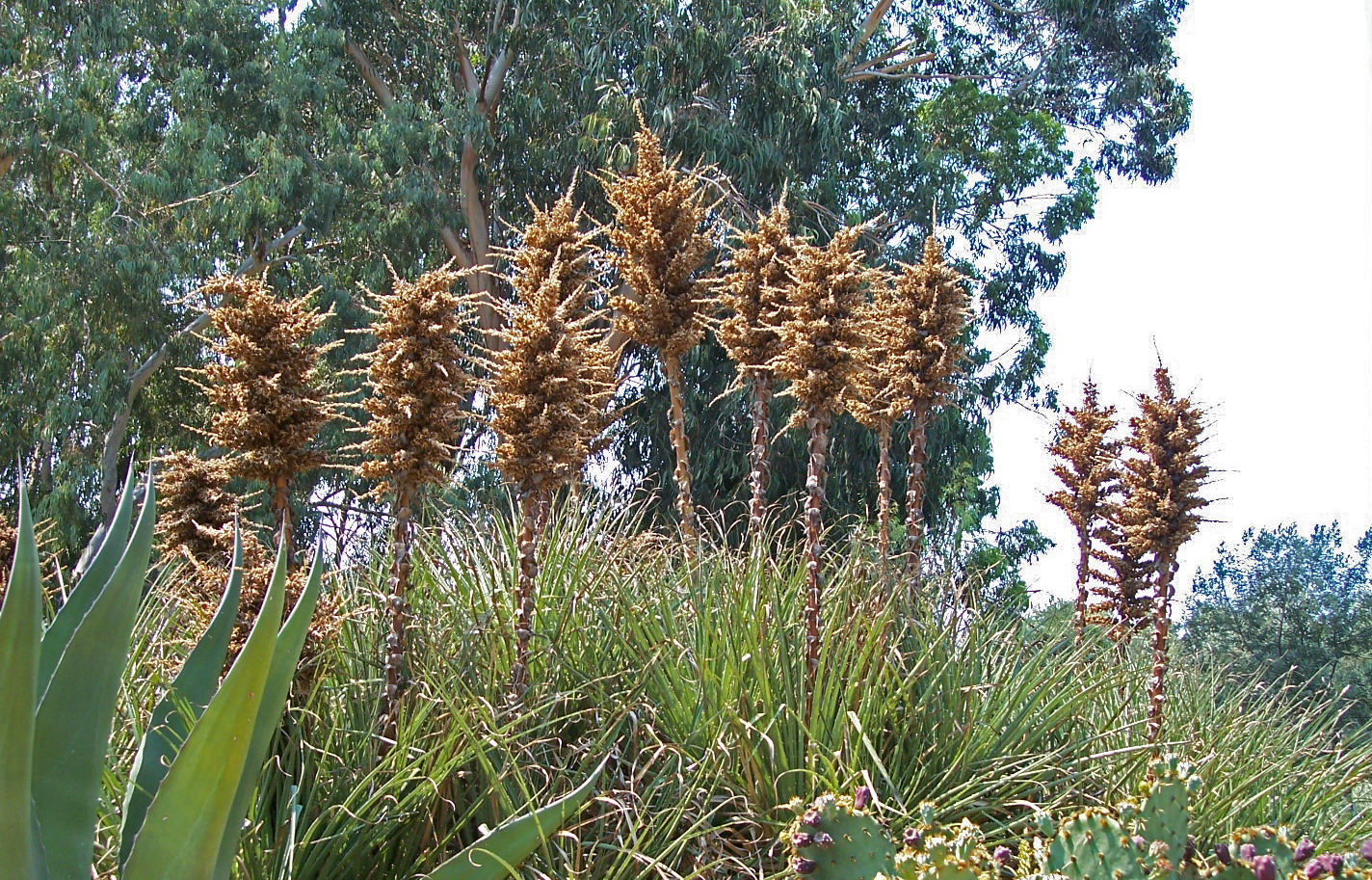
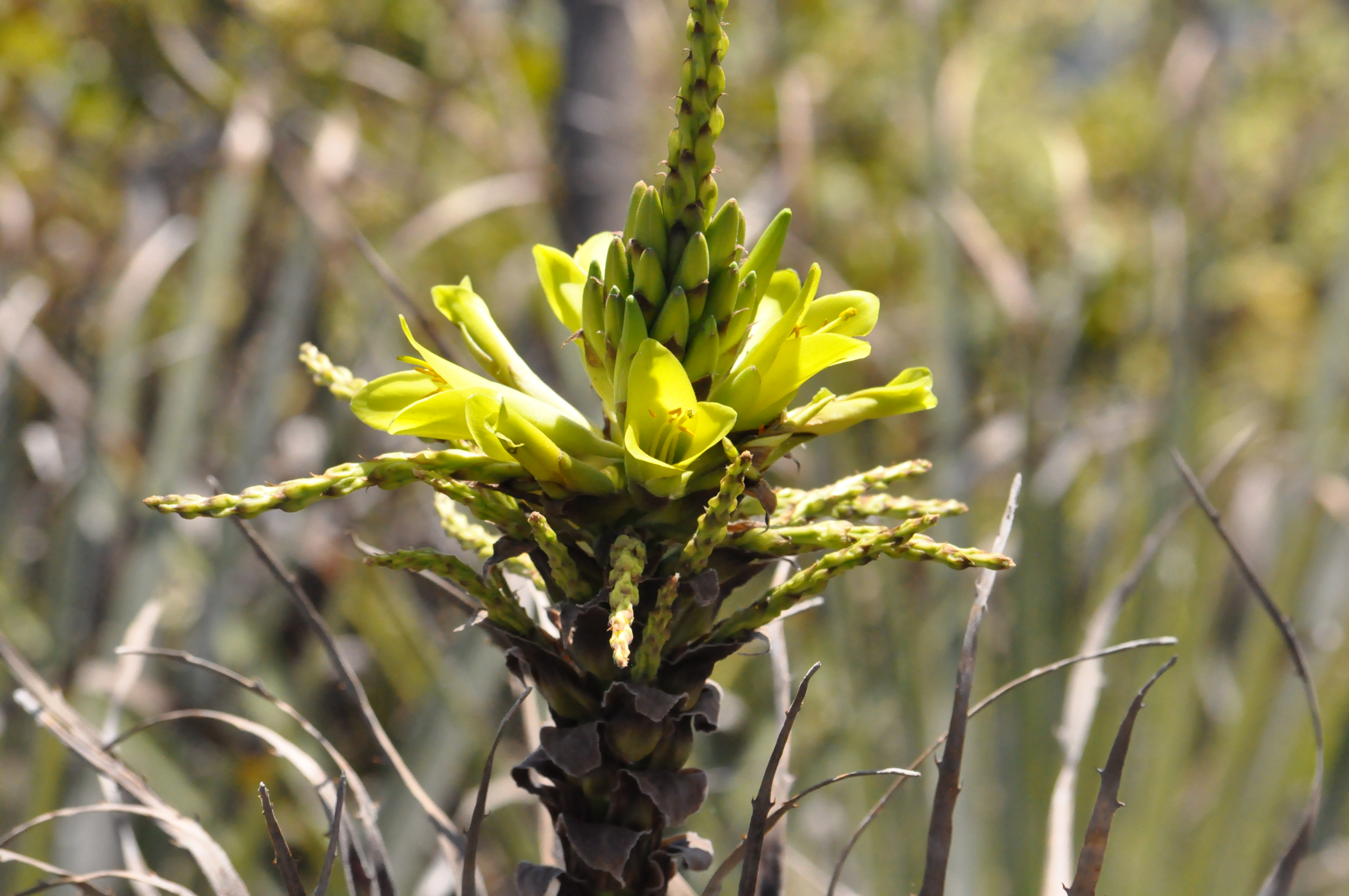
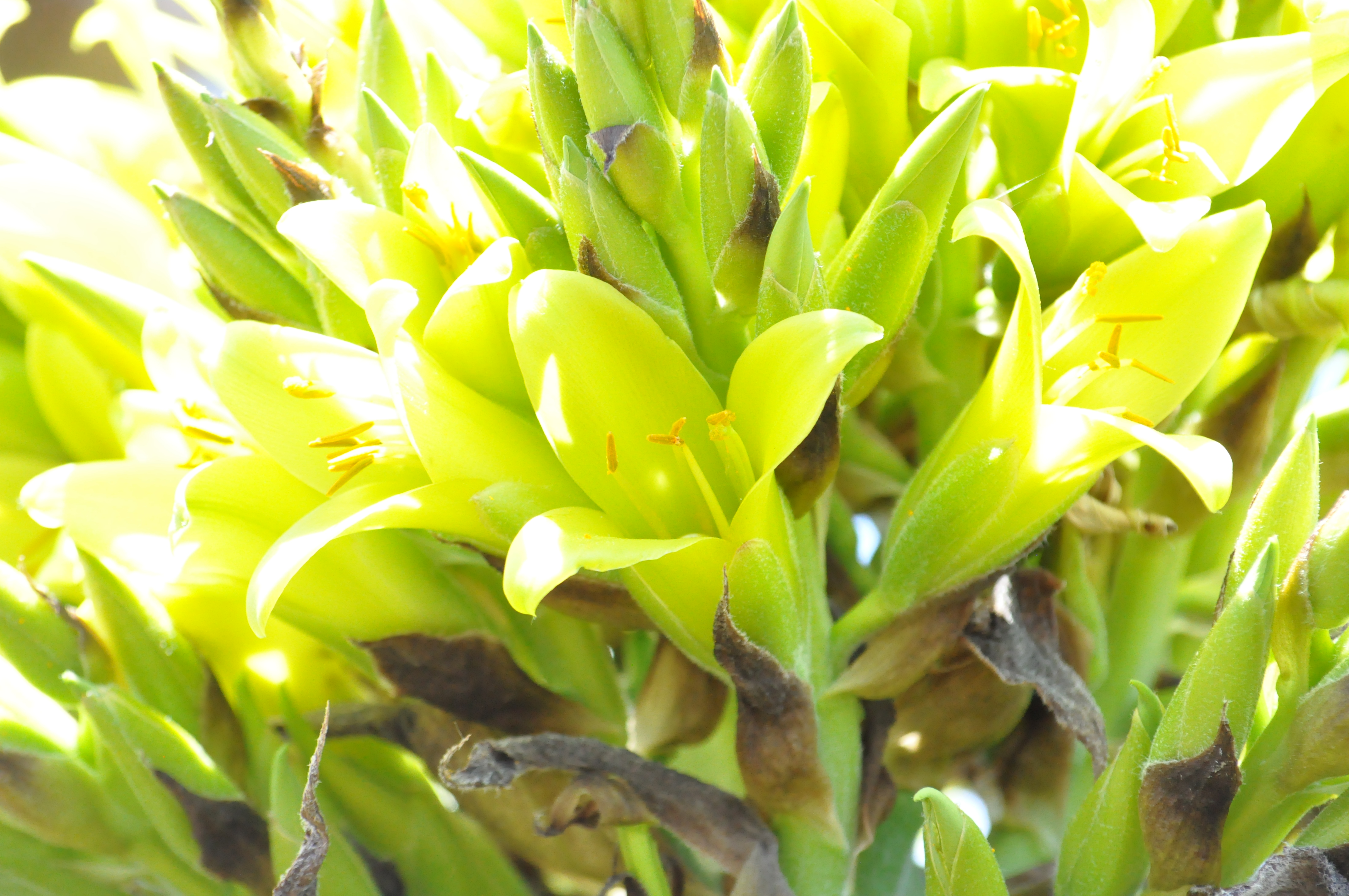
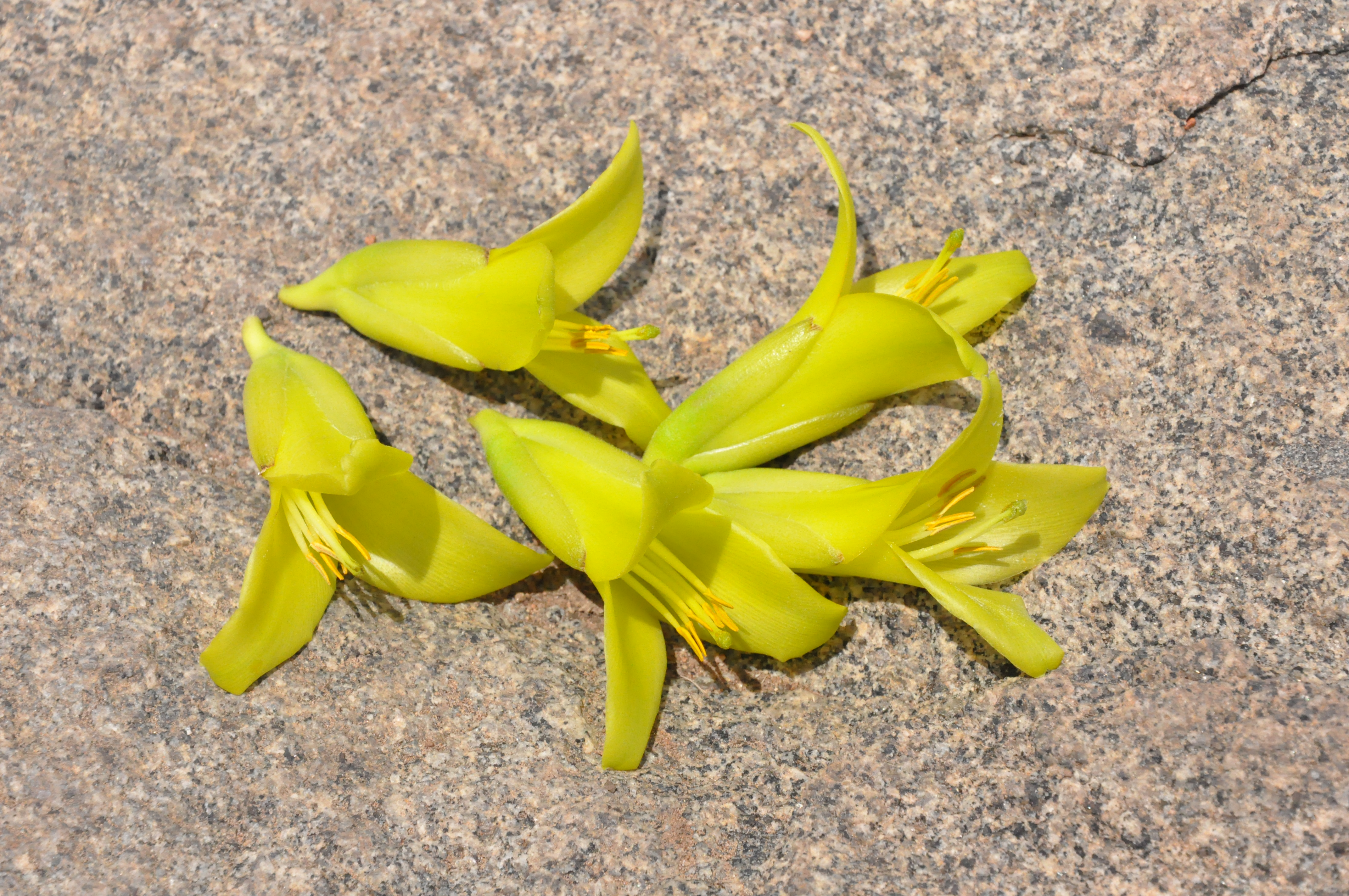
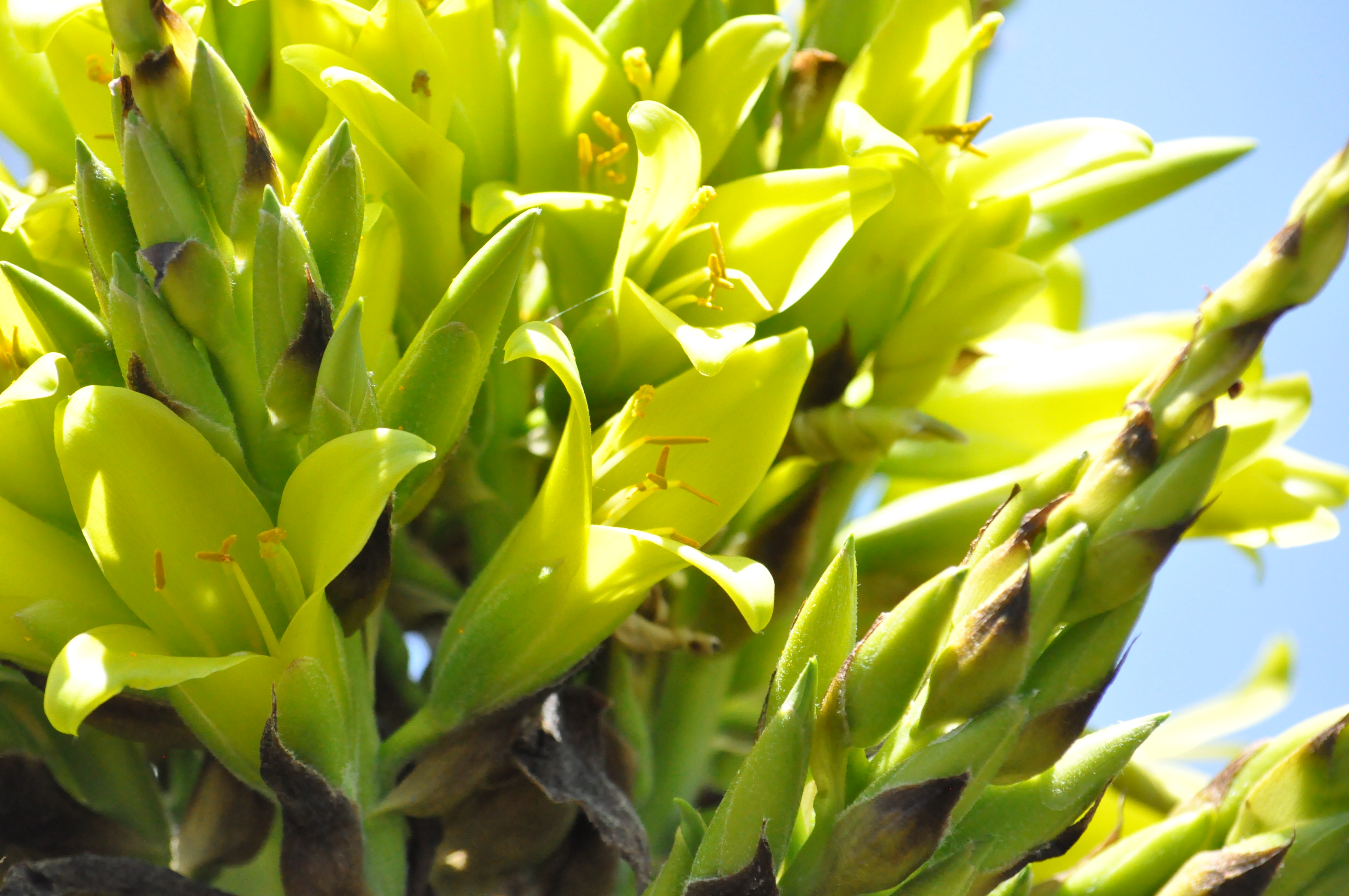
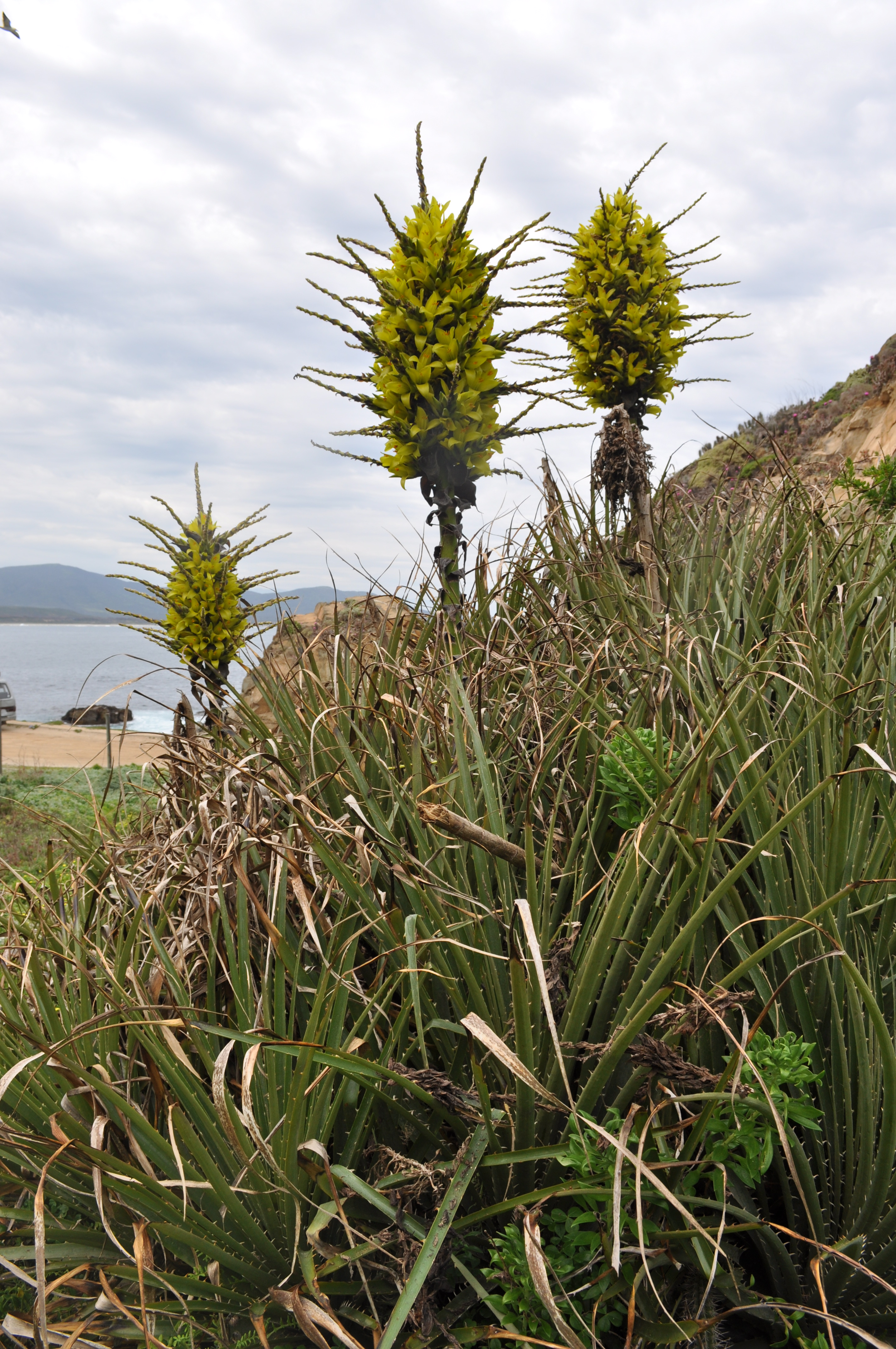

## Распространение
Произрастает главным образом в засушливых предгорьях Анд в центральной части Чили, а также в прибрежных районах на скалистых почвах от области Кокимбо до области Био-Био, в основном на высотах от 300 до 1000 метров.

## Предположения об опасности растения
В некоторых интернет-изданиях считается довольно опасным растением, по их версии, входит в десятку самых опасных растений мира. В литературе действительно есть упоминания об опасности для овец запутаться в густом скрэбе пуйи чилийской. Однако такая опасность угрожает овцам в зарослях любого колючего кустарника. Большая часть ботанических сайтов рекомендует работать с пуйей чилийской в защитных рукавицах и не допускать к нему маленьких детей.

## Ботаническая классификация

### Синонимы
По данным The Plant List на 2013 год, в синонимику вида входят:
- Pitcairnia chilensis (Molina) Lodd. ex Loudon, Hort. Brit.: 118 (1830).
- Pitcairnia coarctata (Ruiz & Pav.) Pers., Syn. Pl. 1: 344 (1805).
- Pourretia coarctata Ruiz & Pav., Fl. Peruv. 3: 34 (1802).
- Puya coarctata (Ruiz & Pav.) Fisch., Sert. Petrop.: t. 19 (1869).
- Puya gigantea Phil., Linnaea 33: 246 (1865).
- Puya quillotana W.Weber, Feddes Repert. 95: 577 (1984)
- Puya suberosa Molina, Sag. Stor. Nat. Chili: 153 (1782).